# 스즈키 가쓰히로 (축구 선수)
스즈키 가쓰히로(일본어: 鈴木 勝大, 1977년 11월 26일 ~ )는 일본의 전 축구 선수이다.

## 구단 경력
과거 아비스파 후쿠오카, 사간 도스에서 활동하였다.